# 稲山玄
稲山 玄（いなやま げん、1960年4月17日 - ）は、日本の俳優、スーツアクター。
福岡県出身。稲川素子事務所所属。

## 人物
身長178cm。体重72kg。血液型A型。
1987年、特撮テレビドラマ『仮面ライダーBLACK』で俳優デビュー。同作の主人公、南光太郎役のオーディションにも参加していた。

## 出演作品

### テレビドラマ
- 土曜ワイド劇場（ANB）
  - アスレチッククラブ華麗な女の斗い スイミング・エアロビクス…女の園に紅い血が散る!（1986年）
  - 殺人迷宮課の名警部 連鎖の追跡 時効寸前に二つの殺し、みちのくの小京都角館の女（1995年）
- セーラー服反逆同盟 第21話「ミホ怒り爆発! バラ投げさえる」（1987年、日本テレビ）
- 仮面ライダーシリーズ（MBS）
  - 仮面ライダーBLACK（1987年）
    - 第1話「BLACK!! 変身」
    - 第5話「迷路を走る光太郎」 - 島崎隆

  - 仮面ライダーBLACK RX 第23話「ブタになったRX」（1989年） - 医師
- 大河ドラマ 翔ぶが如く（1990年、NHK）
- レスキューポリスシリーズ（ANB）
  - 特警ウインスペクター 第3話「友情に乾杯!」（1990年）
  - 特救指令ソルブレイン （1991年）
    - 第1話「東京上空SOS」
    - 第41話「激突! 高速マシン」

  - 特捜エクシードラフト 第3話「赤いスペードの影」（1992年） - 田代
- トップスチュワーデス物語 第10話「女は度胸で、大逆転!」（1990年、TBS）
- 都会の森 第1話「いざ!初法廷」（1990年、TBS）
- 鳥人戦隊ジェットマン 第2話「第三の戦士」（1991年、ANB） - 体育教師
- HOTEL
  - スペシャル'91春「姉さんピンチです」（1991年）
  - スペシャル'91秋「姉さん大事件です」（1991年）
  - 第3シリーズ 第13話「ハイレグ水着事件」（1994年）
- 不思議サスペンス 「秘密箱からくり箱、殺した女」（1991年、KTV）
- 月曜ドラマスペシャル（TBS）
  - 三十六人の乗客（1991年）
  - 下町の熱血弁護士 私の恋人を助けて! 人情弁護士が怒りと泣き笑いの中で見つけた事件の真実とは?（1993年）
  - 天皇の料理番（1993年）
  - 猫魔に消えた花嫁（1995年）
- 眠れない夜をかぞえて 第9話「嘘」（1992年、TBS）
- 新幹線物語'93夏 第5話「悪戯するお客さま」（1993年、TBS）
- 火曜サスペンス劇場 弁護士・朝日岳之助 第5作「贅沢すぎる殺人」（1993年、NTV）

### 映画
- あ・うん（1989年、東宝）
- 君は僕をスキになる（1989年、東宝）
- 咬みつきたい（1991年、東宝） - VTRカメラマン
- 天国の大罪（1992年、東映）
- ヒーローインタビュー（1994年、東宝）
- 誘拐（1987年、東宝）
- Bruce Lee in G.O.D 死亡的遊戯（2000年）
- ゴジラシリーズ（東宝）
  - ゴジラ×メカゴジラ（2002年）
  - ゴジラ FINAL WARS（2004年） - 火龍乗組員
- ゴーカイジャー ゴセイジャー スーパー戦隊199ヒーロー大決戦（2011年、東映）
- 仮面ライダー×スーパー戦隊 スーパーヒーロー大戦（2012年、東映）

### Vシネマ
- 仁義7 代理抗争勃発（1996年）